# 武田觀柳齋
武田觀柳齋〔天保元年（1830年）- 慶應三年（1867年）)，本名福田廣，出雲出身，也是出雲母里藩的藩醫。脫藩後學習甲州流軍學，因學習戰國時代名門甲斐武田氏的兵法的緣故，將自己名字改名為武田觀柳齋。武田在文久三年（1863年）加入壬生浪士組（新選組前身）。
因為武田擅長甲州流軍學的緣故，因此經常在新選組行動中由武田擔任戰略幹部，負責率領隊士們以及戰術策劃。後來擔任第五隊隊長，並以甲州流軍學的方式訓練隊士們，當時武田在新選組的身份地位非常崇高。但後來新選組的訓練方式變更為洋式（西方）訓練，而且因武田平常在隊內的態度高傲而惹人討厭，因此頓時間，武田的地位與名望也因此一落千丈，讓武田產生了叛變的想法。
由於武田時常與脫隊的伊東一派，以及薩摩等方面的接觸，最後他的行為也被近藤以及土方發覺而決定鏟除武田。一說在慶應三年（1867年）6月22日，武田申請退隊的送別會結束後，由齋藤一與篠原泰之進一同送武田到薩摩藩邸，途中經過鴨川錢取橋附近時，由他們動手暗殺了武田。（是否出自齋藤或者篠原之手眾說紛紜。）